# Droits de l'homme au Mozambique

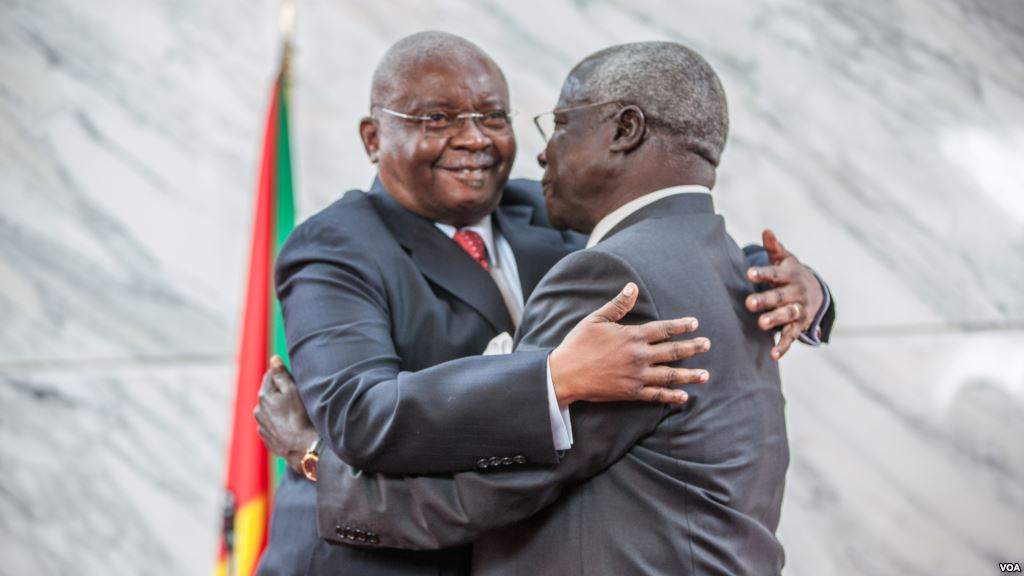
Le président mozambicain Armando Guebuza et le chef de l'opposition RENAMO Afonso Dhlakama ratifient un accord de paix qui met fin à deux ans de conflit de bas niveau dans le pays.

Le concept des droits de l'homme au Mozambique est un problème permanent pour le pays africain, officiellement nommé la république du Mozambique. Pendant plus de quatre siècles, le Mozambique est gouverné par les Portugais. Après l'indépendance du Mozambique vis-à-vis du Portugal, il y a 17 ans de guerre civile, entre la Résistance nationale du Mozambique (RENAMO) et le Front de libération du Mozambique (FRELIMO), jusqu'en 1992, date à laquelle la paix fut finalement atteinte. Armando Guebuza est ensuite élu président en 2004 et réélu en 2009, malgré les critiques selon lesquelles il manquerait d'honnêteté, de transparence et d'impartialité. Cela déclenche une série d'incidents liés aux droits humains, notamment des homicides illégaux, des arrestations arbitraires, des conditions de détention inhumaines et des procès inéquitables. Il y a également de nombreux problèmes concernant la liberté d'expression et des médias, la liberté d'internet, la liberté de réunion pacifique, ainsi que la discrimination et la maltraitance des femmes, des enfants et des personnes handicapées. Beaucoup de ces problèmes sont en cours et sont devenus des violations courantes des droits de l'homme pour le Mozambique.

## Histoire

### La guerre d'indépendance
En septembre 1964, le FRELIMO cherche une attaque contre les Portugais pour obtenir l'indépendance. Les tentatives de négociation pacifique du FRELIMO sont abandonnées et, le 25 septembre, Eduardo Mondlane, qui est le président fondateur du FRELIMO, commence à lancer des attaques de guérilla sur des cibles dans le nord du Mozambique depuis sa base en Tanzanie. La guerre continue sporadiquement pendant 10 ans, et finalement en 1975, les Portugais fuient le Mozambique, le FRELIMO prends le contrôle du pays et le Mozambique devient indépendant du Portugal.
Le Mozambique réussit la guerre, cependant, sous le règne des Portugais, le pays est éduqué et dispose de ressources abondantes telles que des professionnels et des commerçants. Sans les Portugais, ils manquent de cette main-d'œuvre éduquée, provoquant des conflits à l'intérieur du pays. Les révolutionnaires de la RENAMO provoquent le déclenchement d'une autre guerre au Mozambique, protestant contre le règne du FRELIMO

### Guerre civile
Immédiatement après l'indépendance du Mozambique, le pays sombre dans la guerre civile pendant 15 ans. Le combat au Mozambique dure de 1977 à 1992. La guerre oppose les deux principaux partis politiques du pays, la Résistance nationale mozambicaine (RENAMO) et le Front de libération du Mozambique (FRELIMO),.
La guerre cause la mort de plus d'un million de Mozambicains, soit par le combat, soit par la famine, en raison de l'interruption de l'approvisionnement en nourriture. La guerre civile détruit la plupart des infrastructures rurales essentielles du pays, telles que les écoles, les routes, les voies ferrées et les hôpitaux. Les deux belligérants impliqués dans la guerre commettent d'innombrables atrocités, dont beaucoup constituent des crimes contre l'humanité. Les deux camps tuent de nombreux innocents, utilisent des enfants soldats et couvrent sans distinction la campagne de mines terrestres ,.
Le FRELIMO gagne la guerre et une nouvelle constitution est rédigée en juillet 1989, après quoi elle est formellement adoptée en novembre 1990. Elle fait du Mozambique un État multipartite, avec des élections récurrentes et des droits démocratiques ,.

#### RENAMO

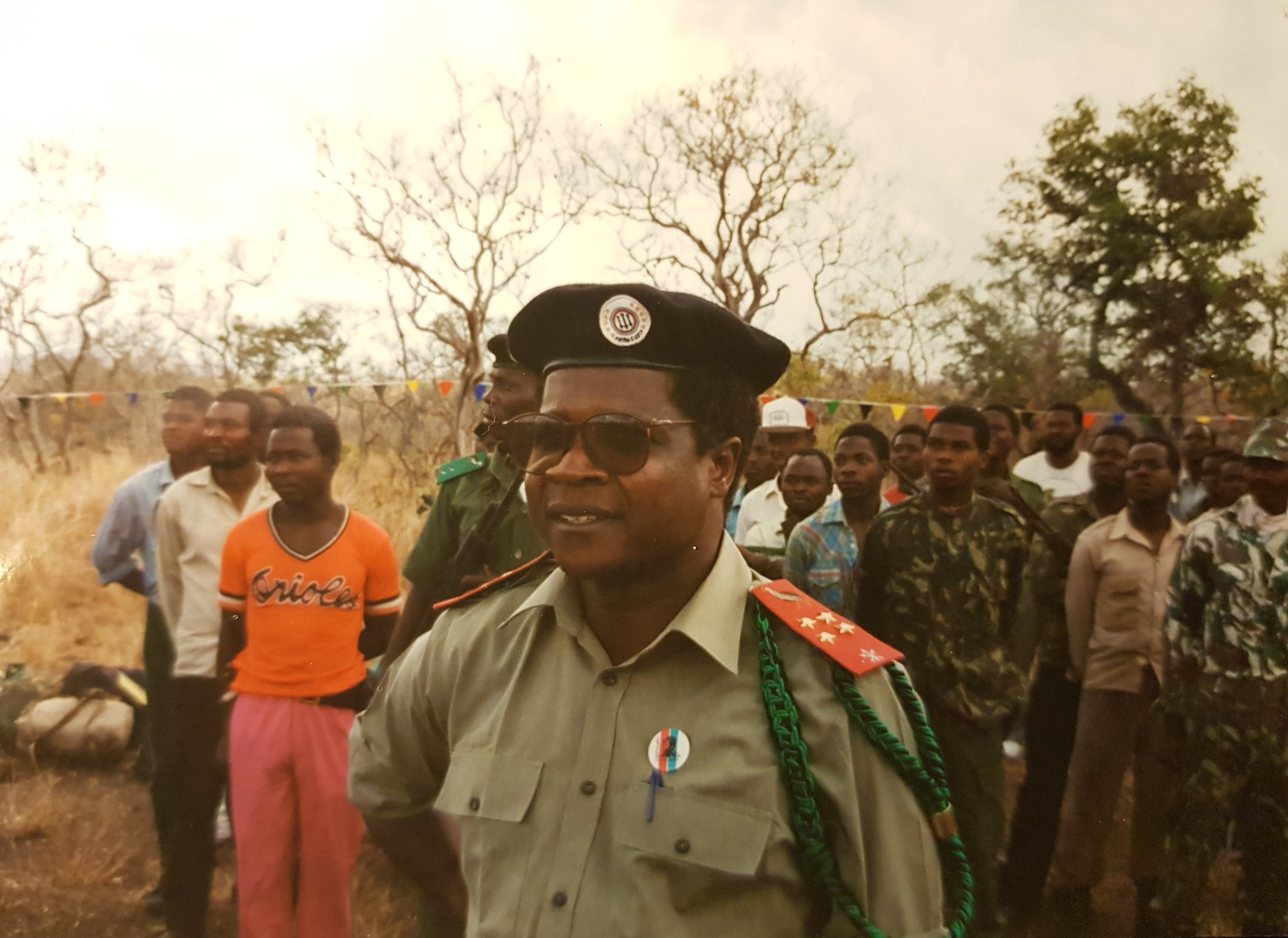
Afonso Dhlakama, chef de la RENAMO, 1993 à Maringue, Mozambique

La Résistance nationale du Mozambique (RENAMO) est un mouvement politique, dirigé par Afonso Dhlakama, pour s'opposer au parti politique FRELIMO au pouvoir au Mozambique. La RENAMO est construite à partir d'anciens politiciens du FRELIMO, qui s'opposent aux principes du parti au pouvoir. L'assemblée de la RENAMO déclenche la guerre civile et le parti est fortement soutenu par les gouvernements anticommunistes sud-africains,,.
Pendant la guerre civile, les crimes contre l'humanité et les droits de l'homme sont graves. Une partie de la stratégie de guerre de la RENAMO consiste à commettre des crimes de guerre et des crimes contre l'humanité afin d'affaiblir la partie adverse. Ces crimes comprennent des massacres, des viols et des mutilations de civils, l'enrôlement forcé d'enfants et de civils comme soldats ,. Le public en veut aux partisans de la RENAMO pour les crimes brutaux qu'ils ont commis, il les a nommés "bandits armés" et ont promu leur haine pour le parti en encourageant les passages à tabac contre eux.

#### FRELIMO
Le Front de libération du Mozambique (FRELIMO) est le parti politique dominant au Mozambique. Il est fondé en 1962, en tant que mouvement national contre les Portugais, afin que le Mozambique accède à l'indépendance. Depuis l'indépendance, le FRELIMO est le parti politique au pouvoir.
Le FRELIMO est également responsable de nombreux crimes contre la guerre et l'humanité. Les gens sont forcés à travailler et les périodes de conscription sont souvent illégalement prolongées. Alors que les crimes contre l'humanité du FRELIMO sont moins violents et moins fréquents que ceux de la RENAMO, les violences sexuelles telles que le viol sont répandues parmi les militaires. Le parti est également accusé de détenir sans jugement des petits délinquants, des personnes nommées pour des raisons politiques et des prostituées dans des "camps de rééducation" .

## Atteinte arbitraire ou illégale à la vie
Le Mozambique fait l'objet de nombreux rapports décrivant le gouvernement et la police mozambicaine en train de commettre des exécutions illégales et arbitraires.

### Meurtres illégaux par la police
Les forces de sécurité mozambicaines, telles que la Police de la république du Mozambique, sont désignés dans divers rapports comme les principaux responsables d'exécutions illégales et arbitraires. Ils sont signalés dans tout le pays comme tuant des citoyens non armés pour des violations négligeables de la loi, et parfois pour aucune violation du tout .
En 2010, une émeute a lieu au Mozambique en réponse à une augmentation de 30 % du prix du pain dans le pays. Les manifestants brûlent des pneus, bloquent des routes et volent dans les magasins de la capitale du Mozambique, Maputo. Selon les responsables de la police, des balles réelles sont utilisées pour tirer sur les émeutiers une fois qu'il n'y avait plus de balles en caoutchouc. Des sources hospitalières et policières ont identifié un bilan de six morts, dont deux enfants. Un citoyen inconnu déclare que la police était lourdement armée et tirait arbitrairement à balles réelles sur toute personne qu'elle pensait impliquée, causant la mort de passants innocents.

### Des conditions de détention inhumaines
Les conditions de détention au Mozambique sont inhumaines et mettent la vie en danger en raison de multiples conditions insalubres. Les conditions physiques des prisons mozambicaines incluent la surpopulation, des soins médicaux et une hygiène limités, ainsi que des conditions sanitaires inadéquates . La surpopulation a été identifiée comme le principal problème, entraînant d'autres problèmes liés à l'insuffisance de l'hygiène, des soins médicaux et de la nourriture. Cela signifie également que les prisonniers ne peuvent pas être séparés de manière appropriée, et que les jeunes condamnés sont souvent forcés de vivre dans des installations pour adultes, qu'il y a peu de différenciation en ce qui concerne le niveau de crime commis par les détenus, et que les personnes souffrant de maladies contagieuses ne peuvent pas être isolées.
Selon le bureau du procureur général (PGR), le problème de la surpopulation carcérale signifie que dans un espace construit pour 8 188 personnes, il y avait 18 185 prisonniers. Il s'agit là d'un exemple de surpopulation grave, puisque la prison est utilisée à 222 % de sa capacité, ce qui a pour conséquence que les droits de l'homme des prisonniers sont peu respectés, voire inexistants.

### Arrestations arbitraires
Une arrestation est arbitraire lorsqu'il n'y a pas de preuves suffisantes pour condamner un individu, et lorsqu'il n'y a pas de base légale à l'arrestation. La loi stipule que toute personne détenue sans base légale ou sur la base de preuves insuffisantes doit être libérée, mais les autorités mozambicaines ont cette responsabilité et il a été constaté qu'elles ne respectaient pas strictement cette loi .
Selon Amnesty International, la police mozambicaine arrête des citoyens sans raison ou preuve suffisante. De nombreuses personnes sont détenues dans des centres de détention alors que leur affaire est toujours en cours d'instruction. Ils sont arrêtés parce qu'ils sont soupçonnés de vol, et certains sont détenus dans ces centres de détention provisoire pendant près d'un an, alors que la police enquête sur l'affaire, ce qui permet de supposer que les arrestations étaient arbitraires et fondées sur des motifs suspects .
La loi mozambicaine stipule également qu'une arrestation est arbitraire si elle ne respecte pas les procédures d'arrestation prévues dans le Code de procédure pénale,. Amnesty International documente des arrestations qui ne se sont pas conformées à ces procédures en raison du défaut d'informer les personnes arrêtées et détenues de leurs droits. Violer les droits d'un détenu peut inclure ne pas lui permettre de voir un avocat, forcer les détenus à signer des documents, ou battre ou maltraiter des détenus pour les forcer à avouer,.

### Refus d'un procès public équitable
Le parti au pouvoir, le FRELIMO, est accusé de fournir un système judiciaire en sous-effectif et mal formé. On estime également que le pouvoir judiciaire est influencé par des considérations politiques au cours des procès ,.
La détention sans jugement est également devenue un problème dans tout le Mozambique, en particulier dans les prisons de Maputo et de Nampula, où des centaines de personnes ont été détenues sans jugement pendant des durées illégales. Certains ont été détenus sans inculpation. Par exemple, un homme du nom de José Capitine Cossa a été détenu pendant plus de 12 ans dans une prison de haute sécurité, sans inculpation ni procès. Lorsqu'elles ont été interrogées, les autorités ont prétendu ne pas savoir qu'il se trouvait là. Il a été libéré après l'ouverture d'une enquête, mais il n'a reçu aucune indemnisation et personne n'a été tenu pour responsable de son arrestation et de sa détention illégales .

### Violence par groupe armé
En novembre 2020, des groupes armés de la province de Cabo Delgado au Mozambique ont décapité des dizaines de personnes dans l'escalade de la violence. Le Secrétaire général des Nations unies, António Guterres, a exhorté les autorités mozambicaines à enquêter sur l'escalade de la violence dans la province qui a longtemps été ignorée par la communauté internationale.

## Liberté

### Discours et médias
Dans l'Initiative de mesure des droits de l'homme de 2018, la protection de la liberté d'expression au Mozambique reçoit un score de 5,3 sur 10. Des restrictions à la liberté d'expression sont imposées par la police mozambicaine, bien qu'il n'y ait aucune contrainte officielle de la part du gouvernement. La restriction de la liberté d'expression concernet principalement toute critique du gouvernement. Pendant le règne d'Armando Guebuza en tant que président, la RENAMO est devenue accusatrice du gouvernement, influençant la violence entre les partis au pouvoir et l'opposition.
En 1991, le Mozambique introduit la loi sur la presse, qui qualifie d'illégale toute calomnie, critique ou offense à l'encontre du président ou du gouvernement. Cela limite la capacité des journalistes à écrire librement et a également un impact sur la capacité du peuple à choisir équitablement son gouvernement. Le public ne connaît pas la vérité exacte sur le gouvernement et ne peut donc pas prendre une décision éclairée lors des élections. Ericino de Salema est un journaliste et un avocat des droits de l'homme bien connu. Des hommes armés anonymes l'ont enlevé et battu en raison de ses reportages .
Armando Nenane est un autre journaliste et militant des droits de l'homme. Il a exprimé son point de vue sur un groupe appelé G40, qui a calomnié la RENAMO, l'opposition gouvernementale, et qui aurait été créé par le gouvernement en place. Armando Nenane a également reçu des menaces de mort anonymes pour ses opinions ostracisées, et personne n'a été condamné ou tenu pour responsable de l'attaque dont il a fait l'objet.

### Assemblée
Là encore, les lois n'abolissent pas explicitement la liberté de réunion pacifique, mais le droit de réunion pacifique n'est pas respecté par le gouvernement. Si un groupe de personnes souhaite se réunir pacifiquement et manifester, il doit fournir aux autorités locales une notification écrite de la manifestation au moins quatre jours ouvrables avant l'événement. Le gouvernement a le pouvoir de désapprouver la demande de manifestation, entravant ainsi indistinctement le droit de réunion pacifique.

## Discrimination et abus sociétaux

### Femmes
Le viol et la violence domestique sont illégaux et peuvent entraîner l'emprisonnement. Cependant, en 2014, un projet de loi est examiné par l'Assemblée nationale du Mozambique qui permettrait aux violeurs d'épouser leurs victimes afin d'éviter la détention. La loi fait l'objet d'un examen approfondi, mais elle n'est pas ratifiée au Mozambique.
Bien que la violence domestique soit punie par la loi, ces lois ne sont pas appliquées de manière stricte par le gouvernement et plus de 20 000 cas de violence domestique sont signalés en un an.
Le harcèlement sexuel reste un problème important dans le pays, car il n'y a pas de lois incriminant les agressions sexuelles dans les lieux publics.
Amnesty International signale d'innombrables cas de femmes assassinées par des hommes, dont beaucoup sont connus ou liés les uns aux autres. Par exemple, un homme a poignardé à mort sa femme avec un couteau de cuisine dans le quartier d'Inhagoia, à la périphérie de Maputo. Dans le quartier de Vanduzi, un homme de 27 ans a décapité sa mère à coups de machette en disant qu'elle avait refusé de lui servir à manger. Dans de nombreux cas, le coupable a justifié ses actions en affirmant que la femme avait utilisé la sorcellerie contre eux. Dans ces deux cas et bien d'autres, les auteurs ont reconnu leur crime, cependant, les autorités n'ont pas réussi à développer, financer et mettre en œuvre une stratégie efficace pour lutter contre la violence à l'égard des femmes,.
Le 15 septembre 2020, Amnesty International a demandé une enquête immédiate et impartiale sur l'exécution extrajudiciaire d'une femme désarmée et nue par des hommes portant des uniformes de l'armée. Les hommes armés semblaient être des membres des FADM ou des Forces de défense armées du Mozambique.

### Enfants
Les abus sexuels et physiques envers les enfants restent un problème majeur, en particulier pour les orphelins et les enfants vulnérables. La loi interdisant l'exploitation sexuelle des enfants a été partiellement appliquée et n'a donc pas réussi à éliminer le problème. Dans plusieurs villes et villages, la prostitution des enfants est coutumière.

### Personnes handicapées
La discrimination contre les personnes handicapées est illégale par la loi, mais ces lois n'ont pas été appliquées efficacement. L'accès aux bâtiments est négligé et la discrimination dans les services de base comme les soins de santé est courante. Les opportunités d'éducation et d'emploi étaient très inégales et aucune initiative gouvernementale n'a été mise en œuvre pour améliorer cette inégalité ou s'efforcer d'améliorer l'accès des personnes handicapées à l'information.